# George A. Thomas
George A. Thomas (fl. XX secolo) è stato un golfista statunitense.

## Carriera
Thomas partecipò al torneo individuale di golf ai Giochi olimpici di Saint Louis 1904, in cui giunse quarantottesimo a pari merito con Clarkson Potter.